# قائمة مساجد السلالة العثمانية
قائمة مساجد السلالة العثمانية. تحتوي القائمة أدناه على بعض أهم المساجد في تركيا الحديثة، والتي كَلّف ببنائها أفراد العائلة الإمبراطورية العثمانية على مرّ العصور.

## المساجد المبنية على تلال إسطنبول
من بين المساجد التي بُنيت في إسطنبول تم بناء بعضها على التلال السبعة التقليدية للمدينة بالجزء الأوروبي منها، حيث تشير الأرقام التالية إلى رقم التل والمساجد المبنية عليه:
1. جامع السلطان أحمد، أو ( الجامع الأزرق).
2. جامع نور عثمانية.
3. جامع بايزيد الثاني وجامع شاه زاده.
4. جامع الفاتح.
5. مسجد يافوز سليم، أو ( مسجد سليم الأول).
6. جامع مهرماه سلطان في إديرنا كابي، بمنطقة الفاتح.

## مساجد السلاطين
مساجد السلاطين (بالتركية: Selatin camileri) هي المساجد التي أُنشئت بتكليف من سلطان قاد شخصيا حملة عسكرية. وهي مساجد كبيرة لها عدة مآذن، مثل جامع الفاتح وجامع السليمانية.
غير أن هذا التعريف لا يغطي المفهوم تماما، إذ أنه ابتداءً من القرن السابع عشر فضّل معظم السلاطين البقاء في العاصمة بدلا من الذهاب مع الحملات العسكرية. شيد السلطان أحمد الأول (حكم 1603-1617) الذي كان سلطانا لم يقد حملة عسكرية، جامع السلطان أحمد (أو الجامع الأزرق) الذي هو واحد من أعظم المساجد وكان له 6 مآذن. ويعتبر هذا المسجد أيضا أحد مساجد السلاطين.
أُنشئت معظم تلك المساجد بتكليف من السلاطين ولكن بعض المساجد أُنشئت بتكليف من أعضاء آخرين في السلالة العثمانية؛ وعادة أمهات السلاطين.

## قائمة المساجد
الجدول أدناه يبين قائمة بالمساجد التي أمر بإنشائها أفراد من عائلة السلالة العثمانية. يمكن إعادة ترتيب الجدول بالضغط على الحقل المراد ترتيبه في الصف الأعلى من الجدول.
| اسم الجامع                                 | المكان                | اسم صاحب المسجد                  | اسم المعماري الذي أنشأه                      | عدد سنوات بناء الجامع                       |
| ------------------------------------------ | --------------------- | -------------------------------- | -------------------------------------------- | ------------------------------------------- |
| جامع خُدا ونديغار (Hüdavendigar Mosque)     | بورصة                 | مراد الأول                       |                                              | 1365-1385                                   |
| جامع بايزيد الأول                          | بورصة                 | بايزيد الأول                     |                                              | 1391–1395                                   |
| أولو جامع (جامع بورصة الكبير)              | بورصة                 | بايزيد الأول                     | علي نجّار وحاجي عوض                           | 1396–1400                                   |
| الجامع القديم                              | أدرنة                 | سليمان جلبي محمد الأول           | حاجي علاء الدين عمر إبراهيم                  | 1402–1414                                   |
| الجامع الأخضر                              | بورصة                 | محمد الأول                       | حاجي إيواز                                   | 1419–1421                                   |
| مجمع المرادية                              | بورصة                 | مراد الثاني                      |                                              | 1426                                        |
| جامع دار الحديث                            | أدرنة                 | مراد الثاني                      |                                              | 1435                                        |
| جامع المرادية                              | أدرنة                 | مراد الثاني                      |                                              | 1435-36                                     |
| جامع الشرفات الثلاث                        | أدرنة                 | مراد الثاني                      |                                              | 1438–1447                                   |
| جامع أيوب سلطان                            | إسطنبول               | محمد الفاتح                      |                                              | 1458                                        |
| مسجد الفاتح                                | إسطنبول               | محمد الفاتح                      | عتيق سنان                                    | 1463–1471                                   |
| مجمع بايزيد                                | أدرنة                 | بايزيد الثاني                    | خير الدين                                    | 1484–1488                                   |
| مجمع بايزيد                                | أماصيا                | أحمد بن بايزيد                   |                                              | 1486                                        |
| جامع بايزيد الثاني                         | إسطنبول               | بايزيد الثاني                    | يعقوب                                        | 1501–1506                                   |
| جامع جلبهار هاتون                          | طرابزون               | سليم الأول                       |                                              | ?-1514                                      |
| جامع ياووز سليم (مسجد سليم الأول)          | إسطنبول               | سليم الأول - سليمان القانوني     | علاء الدين (علي الفارسي)                     | 1520/21–1527/8                              |
| جامع سلطان                                 | مانيسا                | سليمان القانوني                  |                                              | 1522                                        |
| مساجد الخسكية بتركيا                       | إسطنبول               | خُرَّم سلطان (روكسلانا)             | معمار سنان                                   | 1538–1539، اكتمل المجمع 1551، توسعة 1612–13 |
| جامع شاه زاده                              | إسطنبول               | سليمان القانوني                  | معمار سنان                                   | 1543–1548                                   |
| جامع مهرماه سلطان (أسكدار) [lower-alpha 9] | إسطنبول (أسكدار)      | مهرماه سلطان                     | معمار سنان                                   | 1543/4–1548                                 |
| مسجد سليمان القانوني                       | إسطنبول               | سليمان القانوني                  | معمار سنان                                   | 1548–1559                                   |
| التكية السليمانية (دمشق)                   | دمشق                  | سليمان القانوني                  | معمار سنان                                   | 1559                                        |
| جامع رستم باشا                             | إسطنبول               | رستم باشا                        | معمار سنان                                   | 1561–1563                                   |
| جامع مهرماه سلطان (إديرنا كابي)            | إسطنبول (إديرنا كابي) | مهرماه سلطان                     | معمار سنان                                   | c. 1563–1570                                |
| جامع صقللي محمد باشا                       | إسطنبول (كاديرجا)     | أسمهان سلطان                     | معمار سنان                                   | c. 1556/68-1571/72                          |
| جامع السليمية                              | أدرنة                 | سليم الثاني                      | معمار سنان                                   | 1568– 1574                                  |
| جامع السليمية                              | كارابينار             | سليم الثاني                      | معمار سنان                                   | 1563 نسخة محفوظة 3 يوليو 2013 at Archive.is |
| جامع السليمية                              | قونية                 | سليم الثاني                      | معمار سنان (؟)                               | 1570                                        |
| مسجد الوالدة العتيق                        | إسطنبول (أسكدار)      | نور بانو سلطان                   | معمار سنان                                   | 1571–1583، توسعة 1584–85/86                 |
| جامع المرادية                              | مانيسا                | مراد الثالث                      | معمار سنان                                   | 1583–1586/87، اكتمل المجمع في 1590          |
| يني جامع (الجامع الجديد)                   | إسطنبول (إمينونو)     | صفية سلطان ترخان خديجة سلطان     | معمار داود أغا مصطفى أغا ضالغيتش أحمد تشاوتش | 1597–1665                                   |
| جامع السلطان أحمد (الجامع الأزرق)          | إسطنبول               | أحمد الأول                       | صدفكار محمد أغا                              | 1609–1616                                   |
| جامع يني والدة                             | إسطنبول (أسكدار)      | رابعة كلنوش سلطان                | حاضرفان محمد                                 | 1708–1710                                   |
| جامع نور عثمانية                           | إسطنبول               | محمود الأول عثمان الثالث         | مصطفى أغا سيمون قلفا                         | 1749–1755                                   |
| جامع لاله لي                               | إسطنبول               | مصطفى الثالث                     | محمد طاهر أغا                                | 1760–1783                                   |
| جامع السلطان مصطفى                         | إسطنبول               | مصطفى الثالث                     |                                              | 1763                                        |
| جمع زينب سلطان ‏                            | إسطنبول               | زينب سلطان                       | محمد طاهر أغا                                | 1769                                        |
| جامع بيلربي                                | إسطنبول               | عبد الحميد الأول                 | محمد طاهر أغا                                | 1777–1778                                   |
| جامع تشويقية                               | إسطنبول               | سليم الثالث عبد المجيد الأول     |                                              | 1794–1854                                   |
| جامع السليمية الكبير                       | إسطنبول               | سليم الثالث                      |                                              | 1805                                        |
| جامع النصرتية                              | إسطنبول               | محمود الثاني                     | كريكور بليان ‏                                | 1823–1826                                   |
| مسجد الخرقة الشريفة                        | إسطنبول               | عبد المجيد الأول                 |                                              | 1847–1851                                   |
| جامع دولمة باهجة                           | إسطنبول               | عبد المجيد الأول - بزميالم سلطان | غرابة بليان ‏                                 | 1853–1855                                   |
| جامع أورطاكوي                              | إسطنبول               | عبد المجيد الأول                 | غرابة بليان ‏ نيغوايوس بليان ‏                 | 1854–1856                                   |
| جامع السلطانة الأم برتفنيال                | إسطنبول               | برتفنيال سلطان                   | مونتاني                                      | 1869–1871                                   |
| جامع العزيزية                              | قونية                 | برتفنيال سلطان                   |                                              | 1872-1874                                   |
| جامع يلدز (الحميدية)                       | إسطنبول               | عبد الحميد الثاني                | سركيس بليان ‏                                 | 1884–1886                                   |

## فهرس
- Necipoğlu، Gülru (2005)، The Age of Sinan: Architectural Culture in the Ottoman Empire، London: Reaktion Books، ISBN:978-1-86189-253-9.